# Campeonato Mundial de Atletismo de 2013 - Revezamento 4x100 m feminino
A prova dos 4 x 100  metros estafetas feminino  do Campeonato Mundial de Atletismo de 2013 foi disputada no dia 18 de agosto no Estádio Lujniki, em Moscou.

## Recordes
| Tipo                  | Atleta                                                       | Tempo | Local   | Data                 |
| --------------------- | ------------------------------------------------------------ | ----- | ------- | -------------------- |
|                       | (Tianna Madison,Allyson Felix,Bianca Knight,Carmelita Jeter) | 40.82 | Londres | 10 de agosto de 2012 |
| Recorde do campeonato | (Chryste Gaines,Marion Jones,Inger Miller,Gail Devers)       | 41.47 | Atenas  | 9 de agosto de 1997  |

## Medalhistas
| Ouro                                                                                     | Prata                                                                                      | Bronze                                                                             |
| Jamaica · Carrie Russell · Kerron Stewart · Schillonie Calvert · Shelly-Ann Fraser-Pryce | Estados Unidos · Jeneba Tarmoh · Alexandria Anderson · English Gardner · Octavious Freeman | Grã-Bretanha · Dina Asher-Smith · Ashleigh Nelson · Annabelle Lewis · Hayley Jones |

## Cronograma
| Data         | Hora  | Evento   |
| ------------ | ----- | -------- |
| 18 de agosto | 16:15 | Baterias |
| 18 de agosto | 18:10 | Final    |

Todos os horários são horas locais (UTC +4)

## Resultados

### Baterias
Qualificação: Os 2 de cada bateria (Q) e os 2 mais rápidos (q) avançam para a final. 
| Classificação | Bateria | Faixa | Nacionalidade        | Atletas                                                                        | Tempo | Nota  |
| ------------- | ------- | ----- | -------------------- | ------------------------------------------------------------------------------ | ----- | ----- |
| 1             | 3       | 4     | Estados Unidos       | Jeneba Tarmoh, Alexandria Anderson, English Gardner, Octavious Freeman         | 41.82 | Q     |
| 2             | 1       | 4     | Jamaica              | Carrie Russell, Kerron Stewart, Schillonie Calvert, Sheri-Ann Brooks           | 41.87 | Q, SB |
| 3             | 1       | 3     | França               | Céline Distel-Bonnet, Ayodelé Ikuesan, Myriam Soumaré, Stella Akakpo           | 42.25 | Q     |
| 4             | 3       | 2     | Brasil               | Evelyn dos Santos, Ana Cláudia Lemos, Franciela Krasucki, Rosângela Santos     | 42.29 | Q, AR |
| 5             | 1       | 6     | Alemanha             | Yasmin Kwadwo, Inna Weit, Tatjana Pinto, Verena Sailer                         | 42.65 | q, SB |
| 6             | 2       | 5     | Grã-Bretanha         | Dina Asher-Smith, Ashleigh Nelson, Annabelle Lewis, Hayley Jones               | 42.75 | Q     |
| 7             | 3       | 6     | Rússia               | Ol'ga Belkina, Natal'ja Rusakova, Elizaveta Savlinis, Elena Bolsun             | 42.94 | q, SB |
| 8             | 2       | 7     | Canadá               | Crystal Emmanuel, Kimberly Hyacinthe, Shai-Anne Davis, Khamica Bingham         | 42.99 | Q, NR |
| 9             | 3       | 3     | Trinidad e Tobago    | Kamaria Durant, Michelle-Lee Ahye, Reyare Thomas, Kai Selvon                   | 43.01 | SB    |
| 10            | 2       | 2     | Ucrânia              | Olesja Povch, Natalija Pohrebnjak, Marija Rjemjen', Jelyzaveta Bryzhina        | 43.12 |       |
| 11            | 3       | 7     | Polónia              | Marika Popowicz, Weronika Wedler, Ewelina Ptak, Marta Jeschke                  | 43.18 | SB    |
| 12            | 2       | 3     | Suíça                | Mujinga Kambundji, Marisa Lavanchy, Ellen Sprunger, Léa Sprunger               | 43.21 | NR    |
| 13            | 1       | 5     | Países Baixos        | Kadene Vassell, Dafne Schippers, Madiea Ghafoor, Jamile Samuel                 | 43.26 | SB    |
| 14            | 1       | 2     | República Dominicana | Mariely Sánchez, Fany Chalas, Marleni Mejia, Margarita Manzueta                | 43.28 | NR    |
| 15            | 3       | 8     | Colômbia             | Yomara Hinestroza, Maria Alejandra Idrobo, Darlenys Obregón, Eliecith Palacios | 43.65 | SB    |
| 16            | 2       | 4     | Itália               | Audrey Alloh, Marzia Caravelli, Ilenia Draisci, Martina Amidei                 | 44.05 |       |
| 17            | 3       | 5     | China                | Tao Yujia, Li Meijuan, Liang Xiaojing, Wei Yongli                              | 44.22 |       |
| 18 !          | 1       | 7     | Nigéria              | Alphonsus Peace Uko, Patience Okon George, Stephanie Kalu, Regina George       | DQ    |       |
| 18 !          | 2       | 6     | Bahamas              | Sheniqua Ferguson, Shaunae Miller, Cache Armbrister, Debbie Ferguson-McKenzie  | DQ    |       |

### Final
A final foi iniciada às 18:10. 
| Classificação     | Faixa | Nacionalidade  | Atletas                                                                     | Tempo | Nota |
| ----------------- | ----- | -------------- | --------------------------------------------------------------------------- | ----- | ---- |
| Medalha de ouro   | 6     | Jamaica        | Carrie Russell, Kerron Stewart, Schillonie Calvert, Shelly-Ann Fraser-Pryce | 41.29 | CR   |
| Medalha de prata  | 5     | Estados Unidos | Jeneba Tarmoh, Alexandria Anderson, English Gardner, Octavious Freeman      | 42.75 |      |
| Medalha de bronze | 3     | Grã-Bretanha   | Dina Asher-Smith, Ashleigh Nelson, Annabelle Lewis, Hayley Jones            | 42.87 |      |
| 4                 | 1     | Alemanha       | Yasmin Kwadwo, Inna Weit, Tatjana Pinto, Verena Sailer                      | 42.90 |      |
| 5                 | 2     | Rússia         | Ol'ga Belkina, Natal'ja Rusakova, Elizaveta Savlinis, Elena Bolsun          | 42.93 | SB   |
| 6                 | 7     | Canadá         | Crystal Emmanuel, Kimberly Hyacinthe, Shai-Anne Davis, Khamica Bingham      | 43.28 |      |
| 7 !               | 4     | França         | Céline Distel-Bonnet, Ayodelé Ikuesan, Myriam Soumaré, Stella Akakpo        | DQ    |      |
| 8 !               | 8     | Brasil         | Evelyn dos Santos, Ana Cláudia Lemos, Franciela Krasucki, Vanda Gomes       | DNF   |      |

Legenda
| Recorde mundial       | Recorde mundial (World record)               |                       | Recorde africano                      | Recorde africano (African) |                                           | Q | Classificado por posição (Qualified) |
| Recorde do campeonato | Recorde do campeonato (Championship record)  | Recorde da América    | Recorde da América (Americas)         | q                          | Classificado por melhor tempo (Qualified) |   |                                      |
| Melhor marca do ano   | Melhor marca do ano (World leading)          | Recorde asiático      | Recorde asiático (Asian)              | DNS                        | Não largou (Did not start)                |   |                                      |
| Recorde nacional      | Recorde nacional (National record)           | Recorde europeu       | Recorde europeu (European)            | DNF                        | Não terminou (Did not finish)             |   |                                      |
| Recorde pessoal       | Recorde pessoal do atleta (Personal best)    | Recorde da Oceania    | Recorde da Oceania (Oceania)          | DSQ / DQ                   | Desclassificado (Disqualified)            |   |                                      |
| Recorde da temporada  | Recorde da temporada do atleta (Season best) | Recorde sul-americano | Recorde sul-americano (South America) | NM                         | Sem marca (No mark)                       |   |                                      |